# Psalidoprocne albiceps
Psalidoprocne albiceps е вид птица от семейство Лястовицови (Hirundinidae).

## Разпространение
Видът е разпространен в Ангола, Бурунди, Замбия, Демократична република Конго, Кения, Малави, Руанда, Судан, Танзания, Уганда и Южен Судан.